# Jacques Maritain
Jacques Maritain, född 18 november 1882 i Paris, död 28 april 1973 i Toulouse, var en fransk filosof som konverterade till katolicismen och publicerade mer än sextio böcker. Han aktualiserade Thomas av Aquino för den moderna tiden och var en av förgrundsgestalterna inom nythomismen. Påve Paulus VI, som var vän och mentor till Maritain, gav vid avslutningen av Andra Vatikankonciliet sin "Message to Men of Thought and of Science" till Maritain.

## Biografi
Maritain föddes i Paris och var son till advokaten Paul Maritain och hans fru Geneviève Favre. Han gick på skolan Lycée Henri IV och senare på Sorbonne-universitetet där han studerade naturvetenskap.
Vid Sorbonne mötte han Raissa Oumansoff, en utvandrad rysk judinna. De gifte sig år 1904. Hon blev hans intellektuella partner som deltog i hans sökande efter sanningen.
Ganska snart blev han desillusionerad över scientismen vid Sorbonne. Den kunde inte, enligt Maritain, besvara de djupare existentiella frågorna i livet. Efter påtryckningar från Charles Peguy började Maritain och Oumansoff gå på Henri Bergsons föreläsningar vid Collège de France. Vid sidan av hans dekonstruktion av scientismen inympade Bergson i dem känslan av det absoluta. 1906 konverterade de till den romersk-katolska tron under inflytande av Léon Bloy.
Paret Maritain flyttade till Heidelberg 1907. Maritain studerade där biologi under Hans Driesch. Dennes teorier kring neovitalism appellerade till Maritain på grund av sin närhet till Bergson. Under denna tid blev Raissa sjuk, och under hennes tillfrisknande introducerade deras andliga rådgivare, en dominikanmunk vid namn Humbert Clérissac, henne till Thomas av Aquinos skrifter. Hon blev så intresserad att hon i sin tur övertygade sin man att undersöka helgonets skrifter. I Thomas fann de en mängd insikter och idéer som stämde överens med de egna.
Genom Thomas av Aquino leddes Maritain till "Filosofen", Aquinos benämning på Aristoteles. Senare, för att vidga sin intellektuella utveckling, fortsatte han med de neoskolastiska författarna.
Från och med 1912 undervisade Maritain vid Collège Stanislas och flyttade senare till Institut Catholique de Paris. Under det akademiska året 1916/1917 undervisade han vid Petit Séminaire de Versailles. Under 1933 gav han sina första föreläsningar i Nordamerika, vid Pontifical Institute of Mediaeval Studies i Toronto. Han undervisade även vid Columbia University; på institutionen för socialt tänkande, vid University of Chicago; vid University of Notre Dame, samt vid Princeton University.
1945-1948 var han Frankrikes ambassadör vid Den Heliga Stolen (Vatikanstaten). Därefter återvände han till Princeton University där han blev professor emeritus 1956. 
Raissa Maritain dog 1960. Från 1961 levde Maritain med den katolska kongregationen Jesu små bröder i Toulouse i Frankrike. Han hade länge ett inflytande i orden, och blev så småningom medlem 1970.

## Verk och inflytande
Grunden för Maritains tankar är Aristoteles och Thomas av Aquino. Maritains filosofi grundas, precis som hans förebilders, på bevis om varande främst från sinnena och i andra hand det som kan utrönas genom en förståelse av de första principerna (metafysiken av Aristoteles). I grunden var Maritain en metafysiker som försvarade filosofin som en vetenskap gentemot de som önskade degradera den, och lyfte upp filosofin som drottningen bland vetenskaper vilken hade till uppgift att rätta till fel i de materialistiska och därför sekundära naturvetenskaperna. 
1910 färdigställde Maritain sitt första bidrag till den moderna filosofin, en artikel på 28 sidor kallad "Reason and Modern Science" publicerad i Revue de Philosophie. I den varnade han för att naturvetenskapen var på väg att bli en form av gudomlighet och att dess metodologi undergrävde logikens och filosofins roll. 
1917 beställde en kommitté av franska biskopar en serie handböcker av Maritain som skulle användas vid katolska läroverk och seminarier. Han skrev och fullföljde endast ett av dessa projekt vilken kallades Elements de Philosophie (Introduktion till filosofi) under 1920. Denna har varit en standardtext sedan dess i många katolska seminarier.
Under andra världskriget protesterade Maritain mot den politik som fördes av Vichyregimen medan han undervisade vid the Pontifical Institute for Medieval Studies i Kanada. Efter kriget försökte han utan framgång att få påven att tala om ämnena antisemitism och ondskan i förintelsen.
Hans akademiska skrifter vårdas av University of Notre Dame som etablerade The Jacques Maritain Center 1957. Syftet med centret är att uppmuntra studier och forskning kring Maritains tankar, samt utvecklandet av dem. De sysslar även med översättning och sammanställning av hans skrifter.
Maritain har haft betydelse för utvecklandet av Förenta Nationernas Deklaration över de mänskliga rättigheterna där hans mest konkreta bidrag var att lösa problemet med olika kulturers brytning mot varandra. Han hävdade att det var omöjligt att använda sig av filosofiska teorier som grund för deklarationen eftersom detta skulle leda till en ständig diskussion om dessas giltighet. Istället föreslog han att man började med att samla ihop minsta gemensamma praktiska värderingar från respektive land.